# Владан Стојаковић
Владан Владанко Стојаковић (Београд, 8. фебруар 1927 — Београд, 18. децембар 1997) био је српски телевизијски спортски коментатор.

## Биографија
Рођен је у Београду 1927. године, а године 1961. постао је члан спортске редакције ТВ Београд. Јавности у тадашњој Југославији постао је познат када је годину дана касније преносио мечеве са Светског првенства у Чилеу. Извештавао је са многобројних спортских догађаја, а обавезно са светских првенстава у фудбалу све до одласка у пензију 1990. године. Као гост коментатор Стојаковић је учествовао у преносу финала Купа шампиона 1991. из Барија, у којем је његов омиљени клуб Црвена звезда постала шампион Европе, а и наредних година повремено се појављивао на РТС-у и ТВ Палма. Свакако би требало поменути и Владанкову незаборавну рубрику „Кутак за спорни тренутак”, коју је уређивао у оквиру легендарне спортске емисије „Индирект”.

## Коментаторски гафови
Најпознатији Стојаковићев гаф био је у мечу квалификација за СП у Мексику 1986, када је популарни Владанко "заглавио" у кафани на стадиону Партизана и закаснио на почетак утакмице против Источне Немачке. Немци су у првом минуту постигли гол, а Стојаковићу је требало добрих двадесетак минута да схвати који је резултат. У наставку меча оценио је као добру одбрану Љуковчана моменат у којем су Немци постигли други, победоносни гол.